# Constitución de la Unión Soviética de 1977

La Constitución de la Unión Soviética de 1977, oficialmente la Constitución (Ley Fundamental) de la Unión de Repúblicas Socialistas Soviéticas, fue la constitución de la Unión Soviética adoptada el 7 de octubre de 1977.  

Hoja conmemorativa soviética de 1977 que celebra la adopción de la Constitución de 1977.

La Constitución de 1977, también conocida como la «Constitución de Brézhnev» o la «Constitución del socialismo desarrollado», fue la tercera y última constitución de la Unión Soviética, adoptada por unanimidad en la 7ª Sesión (Especial) de la Novena Convocatoria del Sóviet Supremo y firmada por el presidente del Presidium Leonid Brézhnev. La Constitución de 1977 sustituyó a la Constitución de 1936 y el Día festivo soviético se trasladó del 5 de diciembre al 7 de octubre.
El preámbulo de la Constitución de 1977 establecía que «al cumplirse los fines de la dictadura del proletariado, el Estado soviético se ha convertido en el Estado de todo el pueblo» y ya no representaba únicamente a los trabajadores y a los campesinos. La Constitución de 1977 amplió el ámbito de la regulación constitucional de la sociedad en comparación con las constituciones de 1924 y 1936. El primer capítulo definía el papel dirigente del Partido Comunista y establecía los principios organizativos del Estado y del gobierno. El artículo 1 define a la URSS como un Estado socialista, como lo hicieron todas las constituciones anteriores:

La Unión de Repúblicas Socialistas Soviéticas es un Estado socialista de todo el pueblo, que expresa la voluntad y los intereses de los obreros, los campesinos y la intelectualidad, los trabajadores de todas las naciones y nacionalidades del país.

La Constitución de 1977 era larga y detallada, incluía veintiocho artículos más que la Constitución soviética de 1936 y definía explícitamente la división de responsabilidades entre el Gobierno central en Moscú y los gobiernos de las repúblicas. Los capítulos posteriores establecían principios para la gestión económica y las relaciones culturales. La Constitución de 1977 incluía el artículo 72, que otorgaba el derecho oficial de las repúblicas constituyentes a la secesión de la Unión Soviética prometido en constituciones anteriores. Sin embargo, los artículos 74 y 75 establecían que cuando una circunscripción soviética introdujera leyes en contradicción con el Sóviet Supremo, las leyes del Sóviet Supremo prevalecerían sobre cualquier diferencia legal, pero la ley de la Unión que regulaba la secesión no se proporcionó hasta los últimos días de la Unión Soviética.

Artículo 74. Las leyes de la URSS tienen la misma fuerza en todas las repúblicas federadas. En caso de discrepancia entre una ley de una república federada y una ley de toda la Unión, prevalecerá la ley de la URSS.

Artículo 75. El territorio de la Unión de Repúblicas Socialistas Soviéticas es una entidad única y comprende los territorios de las Repúblicas de la Unión. La soberanía de la URSS se extiende a todo su territorio.

La Constitución de 1977 fue derogada tras la disolución de la Unión Soviética el 26 de diciembre de 1991 y los estados postsoviéticos adoptaron nuevas constituciones. El artículo 72 desempeñaría un papel importante en la disolución a pesar de la laguna en la ley soviética, que finalmente se llenó bajo la presión de las repúblicas en 1990.